# Universitat de Melbourne
La Universitat de Melbourne és una institució educativa australiana ubicada a Melbourne (Victoria). És la segona universitat més antiga del país, i la més antiga de Victòria. El campus major és a Parkville. És un membre del "Grup de Vuit".